# Klaus Krämer (Bischof)

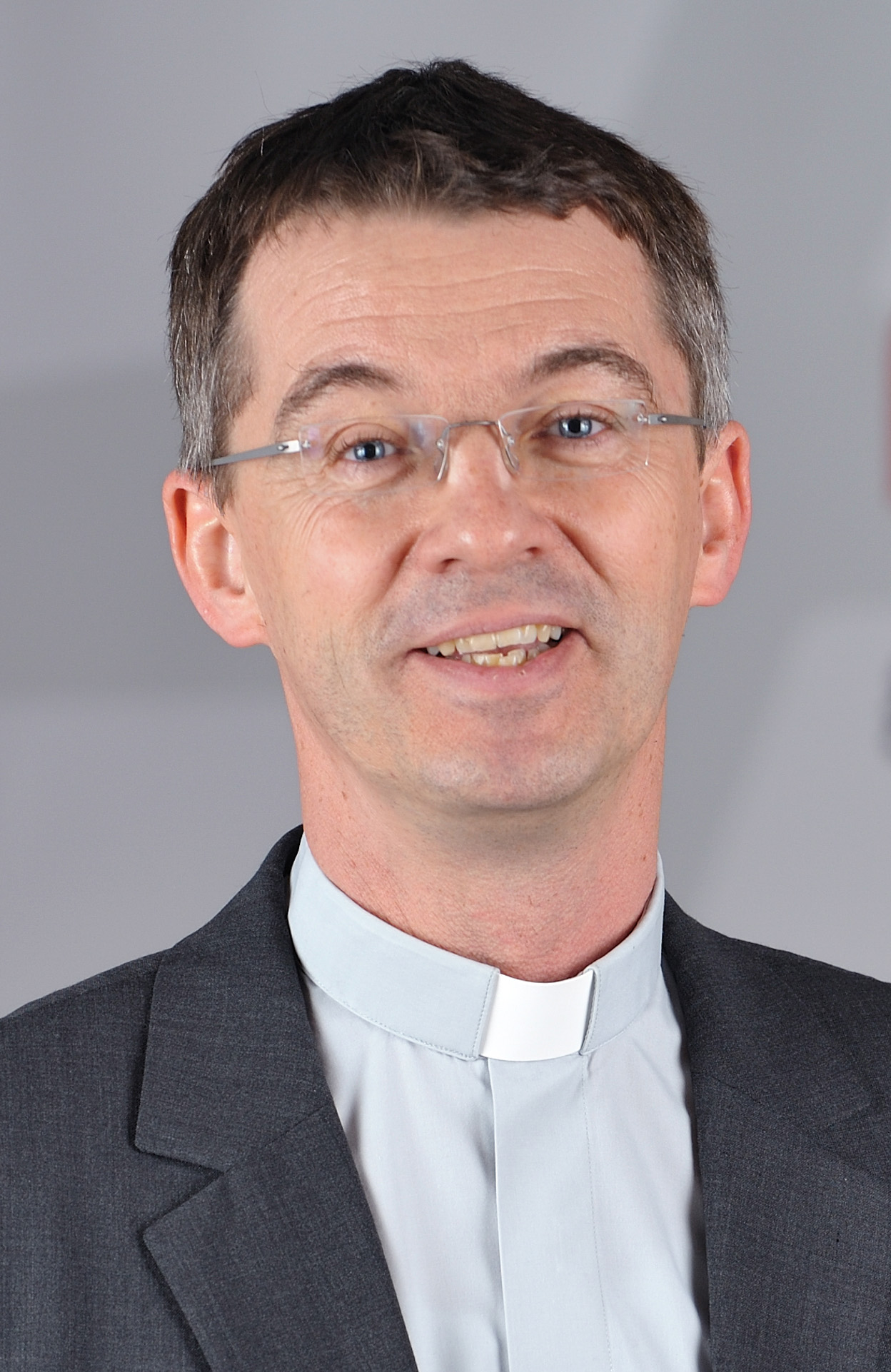
Klaus Krämer (2008)

Klaus Matthias Krämer (* 14. Januar 1964 in Stuttgart) ist ein deutscher römisch-katholischer Theologe und seit dem 1. Dezember 2024 der 12. Bischof der Diözese Rottenburg-Stuttgart. Er war von 2008 bis 2019 Präsident von missio in Aachen sowie seit 2010 Präsident des Kindermissionswerks „Die Sternsinger“. Zugleich war er dadurch Nationaldirektor für die Päpstlichen Missionswerke in Deutschland (außerhalb Bayerns).

## Werdegang
Nach dem Abitur am Georg-Büchner-Gymnasium in Winnenden 1983 und dem Wehrdienst in Dillingen an der Donau 1983/84 studierte Krämer von 1984 bis 1991 Rechtswissenschaften und Theologie in Tübingen, Augsburg, München sowie in Freiburg i. Br. Nach der ersten juristischen Staatsprüfung schloss er 1991 das Studium der katholischen Theologie ab. 1992 wurde er in Stuttgart zum Diakon geweiht, am 19. Juni 1993 folgte in Neresheim die Weihe zum Priester.
Nach einer Tätigkeit als Diakon in Horb am Neckar und Vikar in der Münstergemeinde Heilig Kreuz in Rottweil wurde Krämer im Jahr 1994 Bischöflicher Sekretär von Bischof Walter Kasper in Rottenburg. 1997 wurde er zur Fertigstellung seiner Promotion freigestellt und übernahm an der Katholischen Hochschule Freiburg die Aufgabe als Hochschulpfarrer. Im Januar 2000 schloss Krämer mit der Arbeit „Imago Trinitatis. Die Gottebenbildlichkeit des Menschen in der Theologie des Thomas von Aquin“ seine Promotion an der Albert-Ludwigs-Universität Freiburg i. Br. ab.

## Tätigkeiten auf Diözesan- und Bundesebene
Im April 1999 wurde Krämer zum Domkapitular in Rottenburg am Neckar ernannt und zugleich Leiter der Hauptabteilung Weltkirche im Bischöflichen Ordinariat Rottenburg. Fünf Jahre darauf, 2004, wurde er zum Bischofsvikar für die Ausbildung der pastoralen Dienste und Leiter der Hauptabteilung I im Bischöflichen Ordinariat Rottenburg ernannt. Gleichzeitig übernahm er verschiedene weltkirchliche Aufgaben auf Bundesebene: In der Zeit von 2006 bis 2009 arbeitete er im Projekt „Zukunft der weltkirchlichen Arbeit in Deutschland“ mit. Im Jahr 2007/08 war er Sprecher der Konferenz der Diözesanverantwortlichen für weltkirchliche Aufgaben.
Am 11. Juli 2008 wurde Klaus Krämer – als Nachfolger von Hermann Schalück – zum Nationaldirektor für die Päpstlichen Missionswerke in Deutschland (außerhalb Bayerns) und Präsidenten von missio in Aachen berufen. Seine Einführung in das Amt als Präsident von missio in Aachen erfolgte am 26. September 2008. Die Deutsche Bischofskonferenz berief Krämer am 25. Februar 2010 zusätzlich zum Präsidenten des Kindermissionswerks „Die Sternsinger“. Dieses Amt übernahm er von Winfried Pilz und übte es seitdem in Personalunion mit der Präsidentschaft von missio Aachen aus. Im Herbst 2019 wurde Dirk Bingener sein Nachfolger in beiden Ämtern.
Im Juni 2010 habilitierte sich Krämer im Fach Dogmatik und Missionswissenschaften an der Philosophisch-Theologischen Hochschule Vallendar. Seitdem lehrt er dort als Privatdozent im Fach Systematische Theologie. Am 24. Juli 2015 hat die PTHV Krämer zum Honorarprofessor für Dogmatik und Missionswissenschaft an der Theologischen Fakultät ernannt.
2011 wurde er Vorsitzender des Katholischen Akademischen Ausländer-Dienstes (KAAD) und ein Jahr später auch Vorsitzender des China-Zentrums in Sankt Augustin. Er ist Herausgeber wie auch Autor von Fachbüchern und -artikeln im theologischen Bereich.
Zum 1. April 2020 übernahm Krämer die Leitung der Hauptabteilung VIIIb, Kirchliches Bauen, im Bischöflichen Ordinariat der Diözese Rottenburg-Stuttgart.
Ab Juli 2023 war er Kanzler der Bischöflichen Kurie.
Nachdem am 4. Dezember 2023 durch den altersbedingten Rücktritt von Bischof Gebhard Fürst die Sedisvakanz in der Diözese eintrat, ernannte der vom Domkapitel gewählte Diözesanadministrator Clemens Stroppel Krämer zu seinem ständigen Vertreter. Als solcher nahm er für die Dauer seiner Bestellung die Aufgaben des bisherigen Generalvikars wahr.
Am 11. März 2025 wurde er in der Generalversammlung in Ungarn des Internationalen Ministrantinnen- und Ministrantenbundes (CIM) zum Präsidenten gewählt. Er tritt die Nachfolge von Kardinal Jean-Claude Hollerich, Erzbischof von Luxemburg, an.

## Bischof von Rottenburg-Stuttgart

Das Wappen von Bischof Klaus Krämer

Am 2. Oktober 2024 wurde bekanntgegeben, dass Papst Franziskus Klaus Krämer zum 12. Bischof der Diözese Rottenburg-Stuttgart ernannte. Der Papst bestätigte damit die Wahl durch das Domkapitel. Am 21. November 2024 leistete er vor dem Ministerpräsidenten des Landes Baden-Württemberg gemäß den Vorschriften des Reichskonkordats seinen Eid. 
Die Bischofsweihe empfing Krämer am 1. Dezember 2024 im Rottenburger Dom St. Martin durch den Metropoliten der Kirchenprovinz Freiburg, Erzbischof Stephan Burger. Mitkonsekratoren waren Krämers unmittelbare Vorgänger als Bischöfe von Rottenburg-Stuttgart, Gebhard Fürst und Walter Kardinal Kasper. Der Wahlspruch „Verba vitae aeternae“ (Du hast Worte ewigen Lebens), der unter dem Wappen steht, ist aus dem Johannesevangelium entnommen (Joh 6,68 ). Das Bischofswappen nimmt Bezug auf Krämers Tätigkeit als Präsident des Kindermissionswerks/Die Sternsinger. Der achtstrahlige silberne Stern auf blauem Grund steht für den Stern von Betlehem und verweist damit auf Jesus Christus als den Leitstern, an dem sich unser Weg als Christen orientiert. Auf die Tradition der Rottenburger Bischöfe weisen das erste und das vierte Feld hin, die das Wappen der Diözese zeigen, ein goldenes Kreuz auf schwarzem Grund. Das dritte Feld nimmt den Wahlspruch auf: Das aufgeschlagene silberne Buch mit den griechischen Buchstaben Alpha und Omega steht für die Heilige Schrift, das Wort Gottes.

## Positionen
Im Interview sagte Klaus Krämer im Dezember 2024, er schätze den Zölibat, die freiwillige Ehelosigkeit um des Himmelreiches willen, „als Lebensform und als Zeichen für die Kirche“. Er könne sich auch verheiratete Männer als Priester gut vorstellen, weil dies ein Weg sein könnte, um in bestimmten Situationen das sakramentale Leben aufrechtzuerhalten; dies gelte auch für das Bistum Rottenburg-Stuttgart. Ein Frauendiakonat hält Krämer für möglich, das könne „ein erster Schritt sein“. Bis es Frauen im Priesteramt gebe, werde „es sicher noch etwas länger dauern“, die Diskussion darüber sei aber „wieder geöffnet, so dass Denkverbote nicht weiter“ bestünden.

## Mitgliedschaft
2008 wurde er von Kardinal-Großmeister John Patrick Foley zum Ritter des Ritterordens vom Heiligen Grab zu Jerusalem ernannt. Am 17. Mai 2008 wurde er im Kölner Dom durch Erzbischof Reinhard Marx, Großprior der Deutschen Statthalterei, investiert.

## Ehrungen und Auszeichnungen
- 4. Juni 2003: Ernennung zum Monsignore
- 21. März 2005: Ernennung zum Päpstlichen Ehrenprälaten

## Veröffentlichungen
- Imago Trinitatis. Die Gottebenbildlichkeit des Menschen in der Theologie des Thomas von Aquin (= Freiburger theologische Studien. 164). Herder, Freiburg i. Br., Basel, Wien 2000, ISBN 3-451-27803-0 (zugleich Dissertation Universität Freiburg im Breisgau, 2000).
- Den Logos zur Sprache bringen. Untersuchungen zu einem dialogischen Verständnis von Mission. Grünewald, Ostfildern 2012, ISBN 978-3-786-72961-7 (zugleich Habilitations-Schrift Hochschule Vallendar, 2010).
- Klaus Krämer und Ansgar Paus (Hrsg.): Die Weite des Mysteriums. Christliche Identität im Dialog. Für Horst Bürkle. Herder, Freiburg i. Br., Basel, Wien 2000, ISBN 978-3-451-27343-8.
- Peter Walter, Klaus Krämer und George Augustin (Hrsg.): Kirche in ökumenischer Perspektive. Kardinal Walter Kasper zum 70. Geburtstag. Herder, Freiburg i. Br., Basel, Wien 2003, ISBN 978-3-451-27435-0.
- mit George Augustin (Hrsg.): Leben aus der Kraft der Versöhnung. Weihbischof Dr. Johannes Kreidler zum 60. Geburtstag. Schwabenverlag, Ostfildern 2006, ISBN 978-3-796-61306-7.
- mit George Augustin (Hrsg.): Gott denken und bezeugen. Festschrift für Kardinal Walter Kasper zum 75. Geburtstag. Herder, Freiburg i. Br., Basel, Wien 2008, ISBN 978-3-451-29786-1.
- mit George Augustin (Hrsg.): Mission als Herausforderung. Impulse zur Neuevangelisierung (= Theologie im Dialog. 6). Herder, Freiburg i. Br., Basel, Wien 2011, ISBN 978-3-451-30423-1.
- mit Klaus Kiessling (Hrsg.): „Die Sternsinger, wenn’s die nicht gäbe!“ Positionen und Perspektiven. Grünewald, Ostfildern 2012, ISBN 978-3-786-72933-4.
- mit Klaus Vellguth (Hrsg.): Mission und Dialog: Ansätze für ein kommunikatives Missionsverständnis (= Theologie der Einen Welt. 1). Herder, Freiburg i. Br., Basel, Wien 2012, ISBN 978-3-451-33260-9.
- mit Klaus Vellguth (Hrsg.): Kleine Christliche Gemeinschaften. Impulse für eine zukunftsfähige Kirche (= Theologie der Einen Welt. 2). Herder, Freiburg i. Br., Basel, Wien 2012, ISBN 978-3-451-33261-6.
- mit Klaus Vellguth (Hrsg.): Theologie und Diakonie. Glauben in der Tat (= Theologie der Einen Welt. 3). Herder, Freiburg i. Br., Basel, Wien 2013, ISBN 978-3-451-33262-3.
- mit George Augustin und Markus Schulze (Hrsg.): Mein Herr und mein Gott. Christus bekennen und verkünden. Festschrift für Walter Kardinal Kasper zum 80. Geburtstag. Herder, Freiburg i. Br., Basel, Wien 2013, ISBN 978-3-451-30580-1.
- mit Klaus Vellguth (Hrsg.): Weltkirchliche Spiritualität. Den Glauben neu erfahren (= Theologie der Einen Welt. 4). Herder, Freiburg i. Br., Basel, Wien 2013, ISBN 978-3-451-33265-4.
- mit Klaus Vellguth (Hrsg.): Religionsfreiheit. Grundlagen – Reflexionen – Modelle (= Theologie der Einen Welt. 5). Herder, Freiburg i. Br., Basel, Wien 2014, ISBN 978-3-451-33378-1.
- mit Klaus Vellguth (Hrsg.): Weltkirche in Deutschland. Miteinander den Glauben leben (= Theologie der Einen Welt. 6). Herder, Freiburg i. Br., Basel, Wien 2014, ISBN 978-3-451-33379-8.
- mit Klaus Vellguth (Hrsg.): Evangelii Gaudium. Stimmen der Weltkirche (= Theologie der Einen Welt. 7). Herder, Freiburg i. Br., Basel, Wien 2015, ISBN 978-3-451-33380-4.
- mit Klaus Vellguth (Hrsg.): Evangelisierung. Die Freude des Evangeliums miteinander teilen (= Theologie der Einen Welt. 9). Herder, Freiburg i. Br., Basel, Wien 2015, ISBN 978-3-451-33619-5.
- mit Klaus Vellguth (Hrsg.): Menschenwürde. Diskurse zur Universalität und Unveräußerlichkeit. Herder, Freiburg i. Br., Basel, Wien 2016, ISBN 978-3-451-33615-7.
- mit Klaus Vellguth (Hrsg.): Familie. Miteinander leben in Kirche und Welt (= Theologie der Einen Welt. 10). Herder, Freiburg i. Br., Basel, Wien 2016, ISBN 978-3-451-37552-1.
- mit Klaus Vellguth (Hrsg.): Schöpfung. Miteinander leben im gemeinsamen Haus (= Theologie der Einen Welt. 11). Herder, Freiburg i. Br., Basel, Wien 2017, ISBN 978-3-451-37837-9.
- mit George Augustin (Hrsg.): Walter Kasper: Gesammelte Schriften. Unter Mitwirkung des Kardinal-Walter-Kasper-Instituts für Theologie, Ökumene und Spiritualität an der Philosophisch-Theologischen Hochschule Vallendar. Herder, Freiburg i. Br., Basel, Wien 2007 ff.